# Дудареве (зупинний пункт)
Ду́дареве (біл. Ду́дарава) — пасажирський залізничний зупинний пункт Гомельського відділення Білоруської залізниці на неелектрифікованій лінії Унеча — Гомель між станціями Добруш (7,6 км) та Ларищево (3,3 км).
Розташований за 1,6 км на північний захід від однойменного села Дудареве Добруського району Гомельської області.

## Пасажирське сполучення
Приміський рух здійснюється поїздами регіональних ліній економ-класу сполученням Гомель — Добруш.